# بدون قيد

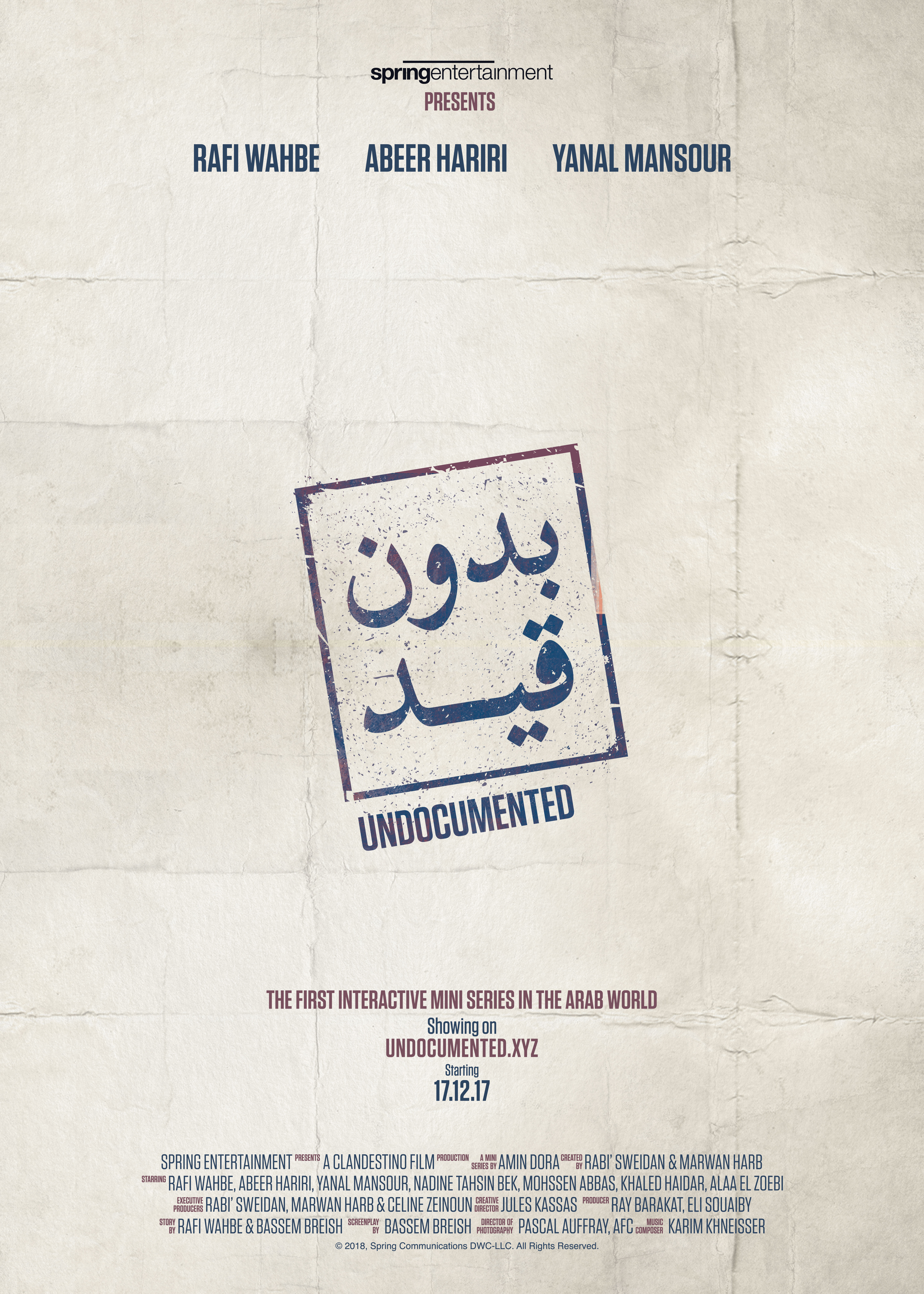

مسلسل "بدون قيد"، أول مسلسل لبناني-سوري رقمي تفاعلي يعرض على المنصات الرقمية فاز بعدد من الجوائز العالمية: جائزة مهرجان برلين Berlin Webfest ، ومهرجان ريندانس في لندن Raindance Webfest، ومهرجان Bilbao في إسبانيا، ومهرجان Rio Festival في البرازيل ومهرجان NZ Festival في نيو زيلاندا، ووتم ترشيح مسلسل «بدون قيد» لمهرجان Toronto Webfest 2018 ولمهرجان Sicily WebFest 2018 ومهرجلن سيول Seoul Webfest ومهرجان مرسيليا- فرنسا Marseille Webfest، ومهرجان كوبنهاغن في الدنمارك Copenhagen Webfest ومهرجان رين دانس في لندن Raindance film Festival ومهرجان IAWTV Awards في لوس انجلوس، ومهرجان ميامي Miami Webfest ولاقى ترحيباً كبيراً من قبل الجمهور السوري والعربي والعالمي واعتبره النقاد، بداية جديدة للدراما السورية.
فكرة وتأليف ربيع سويدان ومروان حرب، إخرجه أمين دره، قصة باسم بريش بمشاركة الكاتب السوري رافي وهبي، سيناريو وحوار باسم بريش، إنتاج راي بركات وإيلي صعيبي، موسيقى كريم خنيصر. شارك في العمل الممثل السوري رافي وهبي إلى جانب ينال منصور، عبير حريري، محسن عباس، علاء الزغبي ونادين تحسين بيك. بدون قيد من تقديم الشركة اللبنانية العالمية Spring Entertainment.
يرافق «بدون قيد»، ثلاث شخصيات في رحلة اكتشاف الذات، وتعاملها مع مجهول يغير حياتها التي كانت في الامس عادية. قصة عن الأمل المتجدد، والبدايات الجديدة، تحاول شخصيات المسلسل الثلاث، وفيق وريم وكريم، أن تنتصر على صراعها الداخلي من جهة وعلى الحرب من جهة أخرى، من خلال مواجهة مخاوفها الداخلية، وتمردها على الحواجز الاجتماعية، وتحديها للقيم الموروثة، فتختار أن تحرر مستقبلها من خيبات الماضي.
بعد اطلاق مسلسل بدون قيد، والنجاح المميز الذي حققه من ناحية الفكرة والعرض، تسعى شركات إنتاج عدة إلى تقديم أعمال مشابهة.